# Halterbach (Wienfluss)
Der Halterbach ist ein linker Zufluss des Wienflusses in den Wiener Ortsteilen Hadersdorf und Hütteldorf. Im Oberlauf fließt er dazu zirka 400 m entlang der Grenze zur niederösterreichischen Gemeinde Klosterneuburg.
Der Bach entspringt in einer Höhe von rund 460 m östlich der Sophienalpe. Er fließt in generell südsüdöstlicher Richtung. Fast zur ersten Hälfte seines Verlaufs bleibt der Halterbach in Wäldern und Wiesen, obwohl er hier auch beim Gasthaus Rieglerhütte und dem gleichnamigen Kleingartenverein verläuft. Knapp 2 km führt in diesem Bereich der Wiener Wanderweg Nr. 8 entlang dem Bach. Dann erreicht der Bach die Siedlungsgebiete von Hadersdorf und, wenige hundert Meter weiter, von Hütteldorf. Hier fließt er in einem tiefen künstlichen ausgemauerten Bett. Letztendlich, nach der Unterquerung der Westbahn und der Hadikgasse, mündet der Halterbach in den Wienfluss ein.
Der wichtigste Zufluss des Baches ist Wolfsgraben (auch Wolfsgrabenbach oder Moosgraben genannt), der in den Halterbach von links im Ulmenpark ergießt.
Trotz des breiten Netzes kleiner Zuflüsse und des ziemlich großen Einzugsgebiets (11,3 km² oder, nach anderer Quelle, 7,7 km²), gibt es beim Halterbach nur geringe Gefahr von Überflutungen. Dennoch ist im Bereich der Jägerwaldsiedlung ein Rückhaltebecken angelegt.